# Glena dentata
Glena dentata là một loài bướm đêm trong họ Geometridae.